# 猿払村立浜鬼志別小学校
猿払村立浜鬼志別小学校（さるふつそんりつ はまおにしべつしょうがっこう）は、北海道宗谷郡猿払村にある公立小学校である。浜鬼志別漁港の目の前に位置する。

## 概要
- 児童数26名、4学級うち特別支援学級1学級（令和6年度）[1]

## 進学先中学校
- 猿払村立拓心中学校

## 周辺施設
- 猿払村漁協 - 約500m
- 道の駅さるふつ公園 - 約1.6km
- 猿払村立拓心中学校 - 約4.4km